# Johann Andreas Cramer (Theologe)

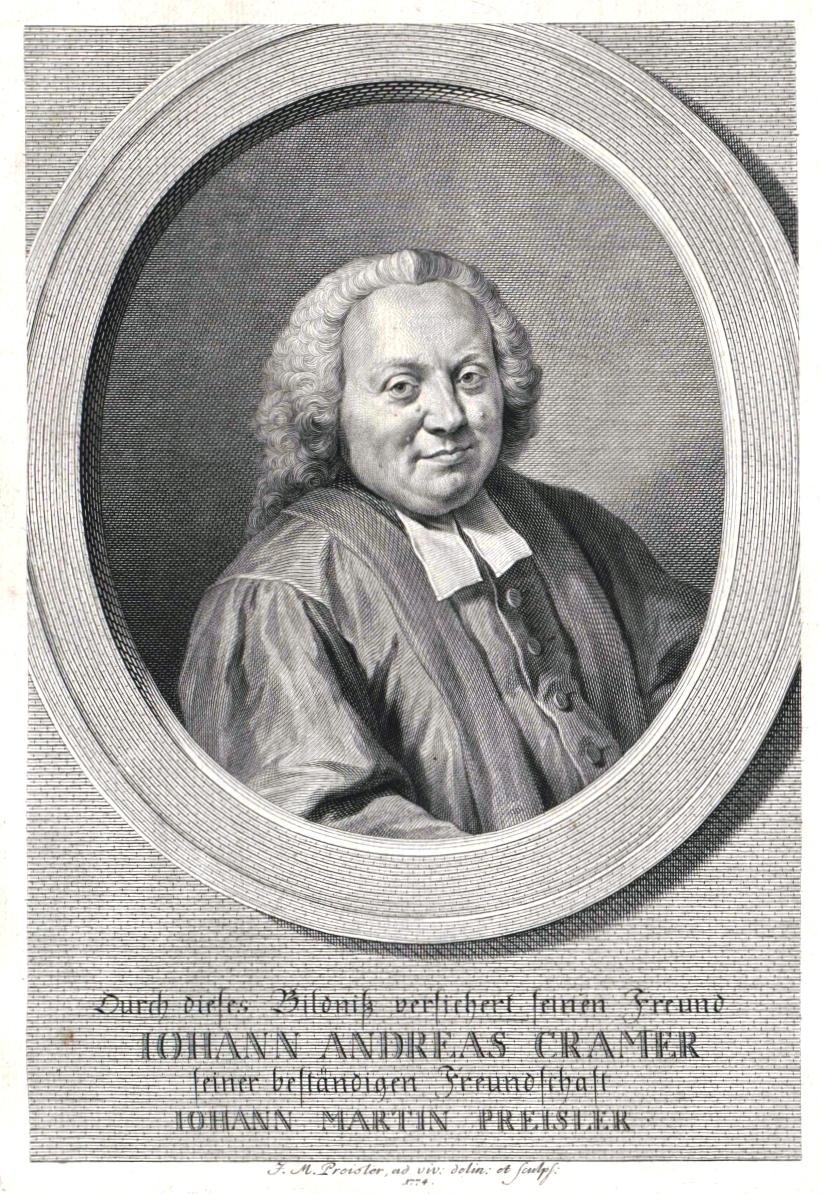
Johann Andreas Cramer, zeitgenössischer Kupferstich

Johann Andreas Cramer (* 27. Januar 1723 in Jöhstadt; † 12. Juni 1788 in Kiel) war ein deutscher Schriftsteller und Theologe der Aufklärungszeit.

## Leben

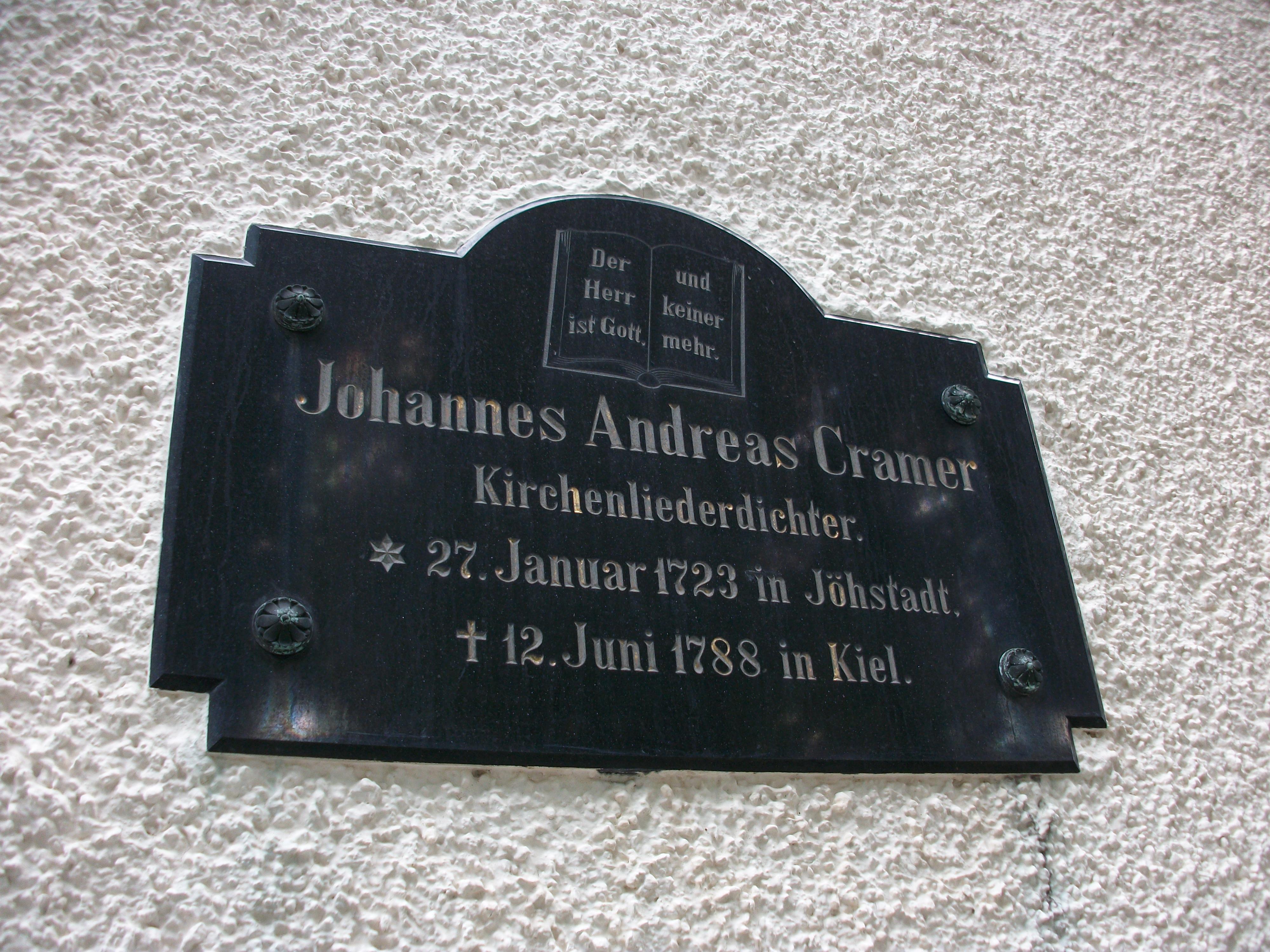
St.-Salvator-Kirche (Jöhstadt), Gedenktafel Johann Andreas Cramer

Johann Andreas Cramer war ein Sohn des Pastors Caspar Anton Cramer (1681–1750) und dessen Ehefrau Juliane Cramer, geborene Coith (1702–1729). Er besuchte zunächst die Fürstenschule in Grimma und studierte nach dem Tod seines Vaters 1742 an der Universität Leipzig. Er gehörte zu den Mitbegründern der literarischen Zeitschrift Bremer Beiträge. Seit 1745 hielt er als Magister Vorlesungen in Leipzig. 1748 wurde er Pfarrer in Kröllwitz bei Merseburg und kam 1750 als Oberhofprediger und Konsistorialrat nach Quedlinburg, wo sein Sohn Carl Friedrich Cramer geboren wurde.
Auf Empfehlung Klopstocks und Bernstorffs berief der dänische König Friedrich V. Cramer 1754 als Hofprediger nach Kopenhagen, wo er gemeinsam mit Klopstock die Moralische Wochenschrift Der nordische Aufseher herausgab. An der dortigen Universität erhielt er 1765 die theologische Professur und amtierte 1766/67 als Rektor. Sein Gönner Bernstorff wurde jedoch 1770 unter dem neuen labilen König Christian VII. entlassen. Durch den Einfluss des Kabinettsministers und königlichen Leibarztes Johann Friedrich Struensee wurde Cramer 1771 seines Amtes enthoben und des Landes verwiesen. Im gleichen Jahr nahm er einen Ruf als Superintendent nach Lübeck an. Nach dem Sturz und der Hinrichtung Graf Struensees wurde er vom dänischen König aber wieder zurückberufen, indem er 1774 in Kiel eine Professur der Theologie und 1784 das Kanzleramt der Christian-Albrechts-Universität zu Kiel erhielt.
Cramer starb am 12. Juni 1788 in Kiel und wurde am 19. Juni 1788 auf dem St.-Jürgen-Friedhof beigesetzt. Später wurde sein Leichnam auf den Parkfriedhof Eichhof umgebettet.

## Familie
Cramer heiratete am 28. Januar 1749 in Leipzig Juliane Charlotte Radicke, die am  25. August 1726 in Leipzig geboren wurde und am 11. Juni 1777 in Kiel verstarb. In zweiter Ehe heiratete er am 12. Januar 1781 auf Söbo, Fünen, Margarethe Marie Scherewien, geborene de Falsen (* 12. Mai 1738; † 8. Mai 1795).
Cramer hatte fünf Söhne und vier Töchter. Zu den bekannten Söhnen gehörten Carl Friedrich Cramer, der auch die nachgelassenen Gedichte seines Vaters herausgab, und Andreas Wilhelm Cramer.

## Wirken

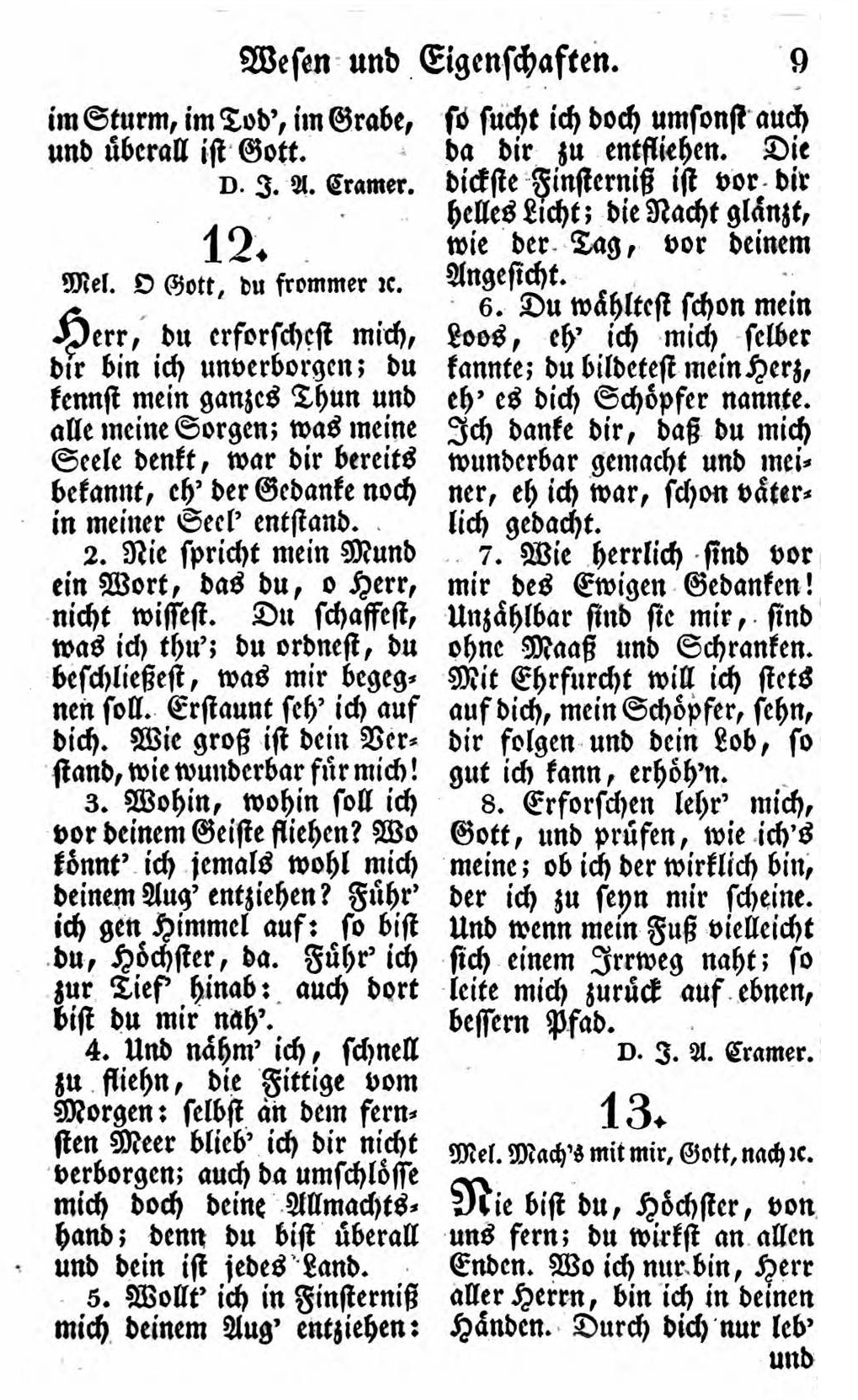
Psalm 139 in einer Nachdichtung von Johann Andreas Cramer

Der Aufklärer stand als Gelehrter, Prediger und Dichter in hohem Ansehen. Seine schriftstellerische Tätigkeit begann er mit einer kommentierten Übersetzung der allgemeinen Weltgeschichte Bossuets, sowie der Predigten und kleinen Schriften des Kirchenvaters Johannes Chrysostomus (10 Bände, 1748–1751). Seine Predigten wurden in mehr als 20 Bänden veröffentlicht. Das von ihm redigierte Gesangbuch für Schleswig-Holstein von 1780 enthielt neben Liedern zeitgenössischer Dichter umfangreiche Bearbeitungen von älteren Liedern im Sinne der Aufklärungstheologie und des Rationalismus. Cramer selbst dichtete über 400 geistliche Lieder, die zu seiner Zeit in großer Zahl in den Gesangbüchern zu finden waren. Das heutige Evangelische Gesangbuch enthält jedoch nur noch das (umgearbeitete) Abendmahlslied Das sollt ihr, Jesu Jünger, nie vergessen (EG 221). Im Mennonitischen Gesangbuch findet sich neben dem genannten Abendmahlslied Cramers (MG 166) auch das Lied Herr, dir ist niemand zu vergleichen (MG 38). Das Gesangbuch der Neuapostolischen Kirche enthält ebenfalls zwei Cramer-Lieder. Dichtungen von Cramer wurden mehrfach von Zeitgenossen vertont, etwa von Georg Philipp Telemann (Donner-Ode TWV 6:3) und Carl Philipp Emanuel Bach (Psalmen mit Melodien H. 733 (1774), auf Texte aus Cramers Poetische[r] Uebersetzung der Psalmen mit Abhandlungen über dieselben […]).
Als Professor der Kieler Christian-Albrechts-Universität gründete er 1775 das homiletische Seminar und 1781 das Schullehrerseminar, die erste Lehrerausbildungsstätte für Volkslehrer in den Herzogtümern Schleswig und Holstein. 1785 wurde der von ihm verfasste neue Katechismus in Schleswig-Holstein eingeführt, der im Sinne der Aufklärungstheologie Pontoppidans sehr ausführliche, der Orthodoxie verhafteten Erklärung von Martin Luthers Kleinem Katechismus ersetzen sollte. Der Cramersche Landeskatechismus bediente sich der in der damaligen Pädagogik häufig angewandten Sokratischen Methode. Wie auch das Gesangbuch blieb Cramers Katechismus etwa 100 Jahre in Benutzung.

## Werkauswahl
- Der nordische Aufseher. Kopenhagen und Leipzig: Ackermann, 3 Bände 1758, 1759, 1761
- Kurzer Unterricht im Christenthume, zum richtigen Verstehen des kleinen Katechismus Lutheri : Auf Allerhöchsten Befehl zum allgemeinen Gebrauche in den Schulen der Herzogthümer Schleswig und Holstein verordnet. 1769 (Digitalisat der Ausgabe von 1833)
- Christian Fürchtegott Gellerts Leben. Leipzig: Weidmanns Erben und Reich, 1774
- Allgemeines Gesangbuch auf Königlichen allergnädigsten Befehl zum öffentlichen und häuslichen Gebrauche in den Gemeinen des Herzogthums Schleswig, des Herzogthums Hollstein. Altona 1780
- Sämmtliche Gedichte. Teile 1–3. Leipzig: Breitkopf 1782–83